# اسپالدینگ گری
اسپالدینگ گری (انگلیسی: Spalding Gray؛ ۵ ژوئن ۱۹۴۱ – ۱۱ ژانویهٔ ۲۰۰۴) هنرپیشه و رمان‌نویس اهل ایالات متحده آمریکا بود.
از فیلم‌هایی که وی در آن نقش داشته است می‌توان به شیاطین، تردید در درخشش، مقاله، بیست دلار، به‌زودی، هفت دقیقه در بهشت، فراسوی رانگون، جولی جانسون و کیت و لئوپولد اشاره کرد.
وی همچنین برنده جوایزی همچون کمک هزینه گوگنهایم شده است.
استیون سودربرگ مستندی از زندگی او ساخته با عنوان "و همه چیز خوب پیش" می رود.

## مرگ
علت مرگ او غرق شدن در رودخانه ایست ریور نیویورک بود و چون آن دوره از زندگی او پر از افسردگی بود، گمانه زنی ها احتمال خودکشی او را بیشتر می دانند.